# 反現代
反現代是指有對抗現代性和現代主義已知理論或實踐傾向的思想家、藝術家、建築師、作家之批判概念。。反現代派的歷史最早可追溯到约瑟夫·德·迈斯特、夏多布里昂和波德莱尔等人開始。